# Arcidiocesi di Tunja

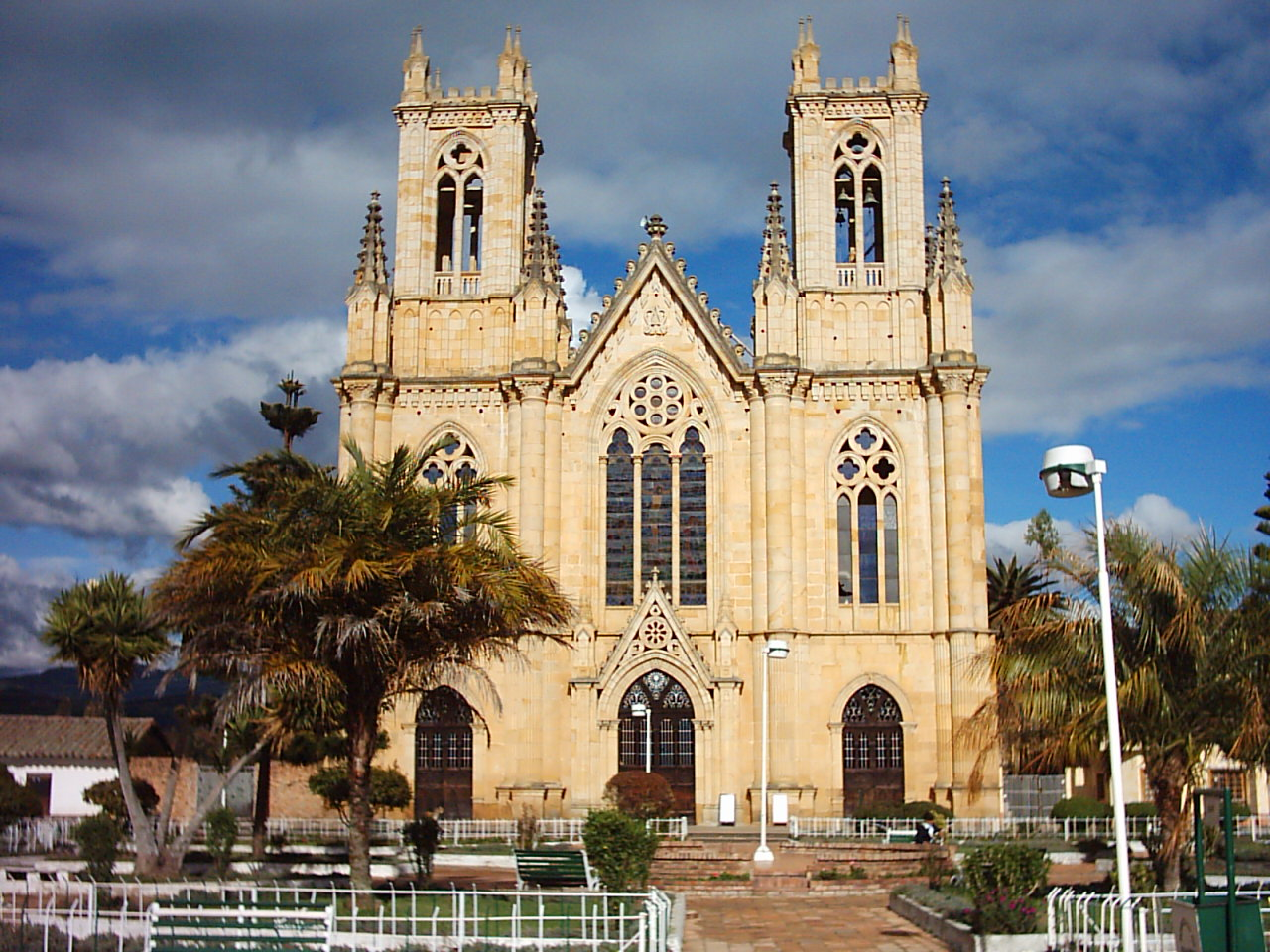
La basilica minore di Nostra Signora della Neve a Firavitoba.

L'arcidiocesi di Tunja (in latino: Archidioecesis Tunquensis) è una sede metropolitana della Chiesa cattolica in Colombia. Nel 2022 contava 273.510 battezzati su 320.000 abitanti. È retta dall'arcivescovo Gabriel Ángel Villa Vahos.

## Territorio
L'arcidiocesi comprende 27 comuni del dipartimento colombiano di Boyacá: Aquitania, Boyacá, Chiquiza, Chivatá, Ciénega, Cómbita, Cucaita, Cuítiva, Firavitoba, Iza, Motavita, Nuevo Colón, Oicatá, Paipa, Pesca, Samacá, Siachoque, Sora, Soracá, Sotaquirá, Toca, Tota, Tunja, Turmequé, Tuta, Ventaquemada, Viracachá.
Sede arcivescovile è la città di Tunja, dove si trova la cattedrale di San Giacomo. A Firavitoba sorge la basilica minore di Nostra Signora della Neve.
Il territorio si estende su una superficie di 3.379 km² ed è suddiviso in 64 parrocchie.

### Provincia ecclesiastica
La provincia ecclesiastica di Tunja, istituita nel 1964, comprende 4 suffraganee:
- diocesi di Chiquinquirá,
- diocesi di Duitama-Sogamoso,
- diocesi di Garagoa,
- diocesi di Yopal.

È ascritto alla provincia ecclesiastica anche il vicariato apostolico di Trinidad, formalmente dipendente dalla Santa Sede.

## Storia
La diocesi di Tunja fu eretta il 29 luglio 1880 con la bolla Infinitus amor di papa Leone XIII, ricavandone il territorio dall'arcidiocesi di Santafé di Bogotà (oggi arcidiocesi di Bogotà), di cui era originariamente suffraganea.
IL 17 luglio 1893 e il 7 marzo 1955 cedette porzioni del suo territorio a vantaggio dell'erezione rispettivamente del vicariato apostolico di Casanare (soppresso nel 1999) e della diocesi di Duitama (oggi diocesi di Duitama-Sogamoso).
Il 27 ottobre 1962 ha ceduto una porzione di territorio a vantaggio della diocesi di Barrancabermeja.
Il 20 giugno 1964 è stata elevata al rango di arcidiocesi metropolitana con la bolla Immensa Christi di papa Paolo VI.
Il 26 aprile 1977 ha ceduto altre porzioni del suo territorio a vantaggio dell'erezione delle diocesi di Chiquinquirá e di Garagoa.

## Cronotassi dei vescovi
Si omettono i periodi di sede vacante non superiori ai 2 anni o non storicamente accertati.
- Severo García † (18 novembre 1881 - 19 aprile 1886 dimesso[3])
- José Benigno Perilla † (17 marzo 1887 - 13 marzo 1903 deceduto)
  - Sede vacante (1903-1905)
- Eduardo Maldonado Calvo † (25 luglio 1905 - 31 marzo 1932 deceduto)
- Crisanto Luque Sánchez † (9 settembre 1932 - 14 luglio 1950 nominato arcivescovo di Bogotà)
- Ángel María Ocampo Berrio, S.I. † (6 dicembre 1950 - 20 febbraio 1970 dimesso[4])
- Augusto Trujillo Arango † (20 febbraio 1970 - 2 febbraio 1998 ritirato)
- Luis Augusto Castro Quiroga, I.M.C. † (2 febbraio 1998 - 11 febbraio 2020 ritirato)
- Gabriel Ángel Villa Vahos, dall'11 febbraio 2020

## Statistiche
L'arcidiocesi nel 2022 su una popolazione di 320.000 persone contava 273.510 battezzati, corrispondenti all'85,5% del totale.
| anno | popolazione | popolazione | popolazione | presbiteri | presbiteri | presbiteri | presbiteri                | diaconi | religiosi | religiosi | parrocchie |
| anno | battezzati  | totale      | %           | numero     | secolari   | regolari   | battezzati per presbitero | diaconi | uomini    | donne     | parrocchie |
| ---- | ----------- | ----------- | ----------- | ---------- | ---------- | ---------- | ------------------------- | ------- | --------- | --------- | ---------- |
| 1950 | 900.000     | 900.000     | 100,0       | 232        | 163        | 69         | 3.879                     |         | 244       | 334       | 110        |
| 1966 | 609.950     | 612.200     | 99,6        | 208        | 159        | 49         | 2.932                     |         | 84        | 421       | 85         |
| 1970 | 598.039     | 598.039     | 100,0       | 190        | 146        | 44         | 3.147                     |         | 79        | 286       | 87         |
| 1976 | 700.000     | 720.000     | 97,2        | 201        | 157        | 44         | 3.482                     |         | 71        | 412       | 93         |
| 1980 | 317.988     | 321.200     | 99,0        | 93         | 72         | 21         | 3.419                     |         | 38        | 147       | 42         |
| 1990 | 360.000     | 400.000     | 90,0        | 98         | 84         | 14         | 3.673                     | 2       | 21        | 116       | 42         |
| 1999 | 300.000     | 340.000     | 88,2        | 127        | 111        | 16         | 2.362                     | 3       | 18        | 156       | 51         |
| 2000 | 280.000     | 320.000     | 87,5        | 128        | 112        | 16         | 2.187                     | 3       | 17        | 156       | 52         |
| 2001 | 300.000     | 340.000     | 88,2        | 118        | 102        | 16         | 2.542                     | 3       | 17        | 154       | 52         |
| 2002 | 300.000     | 340.000     | 88,2        | 126        | 106        | 20         | 2.380                     | 3       | 21        | 156       | 52         |
| 2003 | 240.000     | 281.500     | 85,3        | 140        | 119        | 21         | 1.714                     | 3       | 24        | 151       | 53         |
| 2004 | 260.000     | 300.000     | 86,7        | 143        | 115        | 28         | 1.818                     | 3       | 54        | 137       | 54         |
| 2010 | 237.000     | 278.000     | 85,3        | 143        | 121        | 22         | 1.657                     | 9       | 44        | 106       | 56         |
| 2014 | 249.000     | 290.000     | 85,9        | 165        | 141        | 24         | 1.509                     | 14      | 40        | 104       | 62         |
| 2017 | 257.600     | 300.000     | 85,9        | 170        | 144        | 26         | 1.515                     | 13      | 36        | 92        | 62         |
| 2020 | 265.800     | 309.900     | 85,8        | 169        | 146        | 23         | 1.572                     | 14      | 31        | 62        | 64         |
| 2022 | 273.510     | 320.000     | 85,5        | 181        | 146        | 35         | 1.511                     | 14      | 39        | 57        | 64         |